# Sápmi Sessions
Sápmi Sessions är ett tv-program som har sänts i två säsonger på SVT under 2011 och 2014. Programmet går ut på att en samisk och en svensk musikartist möts och gemensamt skriver en sång under tre dagar i en musikstudio i Vássijávri i Kiruna kommun. Programmet skapades av Lisa Marie Kristensen och Henrik Burman och har tilldelats Ikarospriset och samiska journalistpriset.

## Säsong 1
Första säsongen sändes våren 2011.
| Datum         | Medverkande artister                        |
| ------------- | ------------------------------------------- |
| 21 april 2011 | Inga Juuso & Markus Krunegård               |
| 28 april 2011 | Niko Valkeapää & Kristian Anttila           |
| 5 maj 2011    | Sofia Jannok & Familjen, Andreas Tilliander |
| 12 maj 2011   | Lars-Ánte Kuhmunen & Johnossi               |
| 19 maj 2011   | Adjágas & Anna von Hausswolff               |
| 26 maj 2011   | Wimme Saari & Looptroop Rockers             |

## Säsong 2
Andra säsongen sändes våren 2014.
| Datum            | Medverkande artister                        |
| ---------------- | ------------------------------------------- |
| 20 januari 2014  | Ingá-Máret Gaup Juuso & Loreen              |
| 27 januari 2014  | Maxida Märak & Aki, King Fari Band          |
| 3 februari 2014  | Mari Boine & Ane Brun                       |
| 24 februari 2014 | Niillas Holmberg & Deportees                |
| 3 mars 2014      | Slincraze & Mohammed Ali (prod. Mack Beats) |
| 10 mars 2014     | Syskonen Rundberg & Linnea Henriksson       |
| 17 mars 2014     | Roger Ludvigsen & Jonathan Johansson        |